# Lista de cardeais eleitores por país
Esta é uma lista de cardeais eleitores por país de origem. Só os cardeais que não ultrapassem os 80 anos de idade são eleitores em conclaves. 
Na lista que se segue as abreviaturas JPII, BXVI e FRA significam:
- JPII = Nomeado Cardeal pelo Papa João Paulo II
- BXVI = Nomeado Cardeal pelo Papa Bento XVI
- FRA = Nomeado Cardeal pelo Papa Francisco

## Cardeais eleitores por continente
| Geografia        | Cardeais | Percentual |
| ---------------- | -------- | ---------- |
| África           | 017      | 13,18 %    |
| América do Norte | 019      | 14,73 %    |
| América do Sul   | 017      | 13,18 %    |
| Ásia             | 022      | 17,05 %    |
| Europa           | 051      | 39,53 %    |
| Oceania          | 03       | 2,33 %     |
| Total            | 129      | 100 %      |

## Cardeais eleitores por país

### Europa
Itália
1. Mario Zenari (5 de janeiro de 1946) núncio apostólico na Síria FRA
2. Fernando Filoni (15 de abril de 1946) Grão-mestre da Ordem Equestre do Santo Sepulcro de Jerusalém BXVI
3. Francesco Montenegro (22 de maio de 1946) Arcebispo emérito de Agrigento FRA
4. Giuseppe Betori (25 de fevereiro de 1947), Arcebispo emérito de Florença (Itália) BXVI
5. Marcello Semeraro (22 de dezembro de 1947), Prefeito da Congregação para a Causa dos Santos FRA
6. Giuseppe Petrocchi (19 de agosto de 1948) Arcebispo emérito de L'Aquila FRA
7. Oscar Cantoni (1 de setembro de 1950) Bispo de Como FRA
8. Angelo De Donatis (4 de janeiro de 1954) Penitenciário-Mor do Supremo Tribunal da Penitenciária Apostólica  FRA
9. Pietro Parolin (17 de janeiro de 1955) Secretário de Estado FRA
10. Claudio Gugerotti  (7 de outubro de 1955), Prefeito do Dicastério para as Igrejas Orientais FRA
11. Matteo Maria Zuppi (11 de outubro de 1955), Arcebispo de Bolonha FRA
12. Domenico Battaglia (20 de janeiro de 1963), Arcebispo de Nápoles FRA
13. Augusto Paolo Lojudice (1 de julho de 1964) Arcebispo de Siena-Colle di Val d'Elsa-Montalcino FRA
14. Fabio Baggio, C.S. (15 de janeiro de 1965) Secretário adjunto do Dicastério para o Serviço do Desenvolvimento Humano Integral FRA
15. Mauro Maria Gambetti, O.F.M.Conv. (27 de outubro de 1965) Vigário-geral de Sua Santidade para o Vaticano, Presidente da Fábrica de São Pedro e Arcipreste da Basílica de São Pedro no Vaticano FRA
16. Roberto Repole (29 de janeiro de 1967) Arcebispo de Turim FRA
17. Baldassare Reina (26 de novembro de 1970) Vigário-geral de Sua Santidade para a Diocese de Roma FRA

 Espanha
1. Antonio Cañizares Llovera (15 de outubro de 1945), Arcebispo emérito de Valência BXVI
2. Juan José Omella Omella (21 de abril de 1946), Arcebispo de Barcelona FRA'
3. Ángel Fernández Artime S.D.B. (21 de agosto de 1960), Pró-Prefeito do Dicastério para os Institutos de Vida Consagrada e Sociedades de Vida Apostólica FRA
4. José Cobo Cano (20 de setembro de 1965), Arcebispo de Madrid FRA

 França
1. Christophe Louis Yves Georges Pierre (30 de janeiro de 1946), Núncio apostólico nos Estados Unidos FRA
2. Philippe Xavier Ignace Barbarin (17 de outubro de 1950), Arcebispo emérito de Lyon JPII
3. Dominique François Joseph Mamberti (7 de março de 1952) Prefeito do Supremo Tribunal da Assinatura Apostólica FRA
4. Jean-Marc Noël Aveline (26 de dezembro de 1958) Arcebispo de Marselha FRA
5. François-Xavier Bustillo, O.F.M. Conv. (23 de novembro de 1968), Bispo de Ajaccio FRA

 Alemanha
1. Gerhard Ludwig Müller (31 de dezembro de 1947) Prefeito Emérito da Congregação para Doutrina da Fé FRA
2. Reinhard Marx (21 de setembro de 1953), Arcebispo de Munique e Freising BXVI
3. Rainer Maria Woelki (18 de agosto de 1956), Arcebispo de Colônia BXVI

 Polónia
1. Kazimierz Nycz (1 de fevereiro de 1950), Arcebispo emérito de Varsóvia BXVI
2. Konrad Krajewski (25 de novembro de 1963) Esmoleiro Apostólico FRA
3. Grzegorz Wojciech Ryś (9 de fevereiro de 1964), Arcebispo de Łódź FRA

 Portugal
1. António Augusto dos Santos Marto (5 de maio de 1947) Bispo emérito de Leiria-Fátima FRA
2. Manuel Clemente (16 de julho de 1948), Patriarca emérito de Lisboa FRA
3. José Tolentino Mendonça (15 de dezembro de 1965), Prefeito do Dicastério para a Cultura e a Educação FRA
4. Américo Manuel Alves Aguiar (12 de dezembro de 1973), Bispo de Setúbal FRA

 Malta
1. Mario Grech (20 de fevereiro de 1957), Secretário do Sínodo dos Bispos FRA

 Bélgica
1. Jozef De Kesel (17 de junho de 1947), Arcebispo emérito de Bruxelas FRA

 Bósnia e Herzegovina
1. Vinko Puljic (8 de setembro de 1945), Arcebispo emérito de Vrhbosna JPII

 Reino Unido
1. Vincent Gerald Nichols (8 de novembro de 1945) Arcebispo de Westminster FRA
2. Arthur Roche (6 de março de 1950) Prefeito da Congregação para o Culto Divino e Disciplina dos Sacramentos FRA

 Croácia
1. Josip Bozanić (20 de março de 1949), Arcebispo emérito de Zagreb JPII

 Suíça 
1. Emil Paul Tscherrig (3 de fevereiro de 1947), Núncio apostólico emérito na Itália FRA
2. Kurt Koch (15 de março de 1950), Presidente do Conselho Pontifício para a Promoção da Unidade dos Cristãos BXVI

 Suécia
1. Anders Arborelius, O.C.D. (24 de setembro de 1949), Bispo de Estocolmo FRA

 Hungria
1. Péter Erdő (25 de junho de 1952), Arcebispo de Budapeste JPII

 Países Baixos
1. Willem Jacobus Eijk (22 de junho de 1953), Arcebispo de Utrecht BXVI

 Sérvia
1. László Német, S.V.D. (7 de setembro de 1956) Arcebispo de Belgrado FRA

 Luxemburgo
1. Jean-Claude Höllerich, S.J. (9 de agosto de 1958), Arcebispo de Luxemburgo FRA

 Lituânia
1. Rolandas Makrickas (31 de janeiro de 1972) Arcipreste da Basílica de Santa Maria Maior FRA

 Ucrânia
1. Mykola Bychok, C.Ss.R. (13 de fevereiro de 1980) Eparca da Eparquia dos Santos Pedro e Paulo em Melbourne dos Ucranianos FRA

### América do Norte
Estados Unidos
1. Kevin Joseph Farrell (2 de setembro de 1947), Prefeito do Dicastério para os Leigos, a Família e a Vida. FRA
2. Wilton Daniel Gregory (7 de dezembro de 1947) Arcebispo emérito de Washington FRA
3. Raymond Leo Burke (30 de junho de 1948), Prefeito emérito do Supremo Tribunal da Assinatura Apostólica e Patrono da Ordem Militar Soberana de Malta  BXVI
4. Blase Joseph Cupich (19 de março de 1949), Arcebispo de Chicago FRA
5. Daniel Nicholas DiNardo (23 de maio de 1949), Arcebispo emérito de Houston BXVI
6. James Michael Harvey (20 de outubro de 1949), Arcipreste da Basílica de São Paulo Fora dos Muros BXVI
7. Timothy Michael Dolan (6 de fevereiro de 1950) Arcebispo de Nova York BXVI
8. Joseph William Tobin, C.Ss.R. (3 de maio de 1952) Arcebispo de Newark FRA
9. Robert Walter McElroy (5 de fevereiro de 1954) Arcebispo de Washington FRA

 Canadá
1. Michael Czerny, S.J. (18 de julho de 1946) Prefeito do Dicastério para o Serviço do Desenvolvimento Humano Integral FRA
2. Thomas Christopher Collins (16 de janeiro de 1947) Arcebispo emérito de Toronto BXVI
3. Gérald Cyprien Lacroix (27 de julho de 1957) Arcebispo de Quebec FRA
4. Frank Leo (30 de junho de 1971) Arcebispo de Toronto FRA

 México
1. Francisco Robles Ortega (2 de março de 1949), Arcebispo de Guadalajara BXVI
2. Carlos Aguiar Retes (9 de janeiro de 1950), Arcebispo da Cidade do México FRA

### América Central
Guatemala
1. Alvaro Leonel Ramazzini Imeri (16 de julho de 1947), Bispo de Huehuetenamgo FRA

 Cuba
1. Juan de la Caridad García Rodríguez (11 de julho de 1948), Arcebispo de San Cristóbal de la Habana FRA

 Nicarágua
1. Leopoldo José Brenes Solórzano (7 de março de 1949) Arcebispo de Manágua FRA

 Haiti
1. Chibly Langlois (29 de novembro de 1958) Bispo de Les Cayes FRA

### América do Sul
Brasil
1. João Braz de Aviz (24 de abril de 1947), Prefeito emérito do Dicastério para os Institutos de Vida Consagrada e Sociedades de Vida Apostólica BXVI
2. Odilo Pedro Scherer (21 de setembro de 1949), Arcebispo de São Paulo BXVI
3. Orani João Tempesta O.Cist.  (23 de junho de 1950) Arcebispo do Rio de Janeiro FRA
4. Leonardo Ulrich Steiner, O.F.M  (6 de novembro de 1950) Arcebispo de Manaus FRA
5. Sérgio da Rocha (21 de outubro de 1959) Arcebispo de Salvador FRA
6. Jaime Spengler, O.F.M (6 de setembro de 1960) Arcebispo de Porto Alegre FRA
7. Paulo Cezar Costa (20 de julho de 1967) Arcebispo de Brasília FRA

 Argentina
1. Mario Aurelio Poli (29 de novembro de 1947) Arcebispo emérito de Buenos Aires FRA
2. Vicente Bokalic Iglic, C.M. (11 de junho de 1952) Arcebispo de Santiago del Estero FRA
3. Ángel Sixto Rossi, S.J. (11 de agosto de 1958), Arcebispo de Córdoba FRA
4. Víctor Manuel Fernández (18 de julho de 1962), Prefeito do Dicastério para a Doutrina da Fé FRA

 Chile
1. Fernando Natalio Chomalí Garib (10 de março de 1957) Arcebispo de Santiago do Chile FRA

 Peru
1. Carlos Gustavo Castillo Mattasoglio (28 de fevereiro de 1950) Arcebispo de Lima FRA

 Paraguai
1. Adalberto Martínez Flores (8 de julho de 1951) Arcebispo de Assunção FRA

 Equador
1. Luis Gerardo Cabrera Herrera, O.F.M (11 de outubro de 1955) Arcebispo de Guayaquil FRA

 Uruguai
1. Daniel Fernando Sturla Berhouet, S.D.B. (4 de julho de 1959) Arcebispo de Montevideo FRA

 Colômbia
1. Luis José Rueda Aparicio (3 de março de 1962), Arcebispo de Bogotá FRA

### Ásia
Índia
1. Filipe Neri do Rosário Ferrão (20 de janeiro de 1953) Arcebispo de Goa e Damão FRA
2. Baselios Cleemis Thottunkal (15 de junho de 1959) Arcebispo Maior de Trivandum BXVI
3. Anthony Poola (15 de novembro de 1961) Arcebispo de Hyderabad FRA
4. George Jacob Koovakad (11 de agosto de 1973) Prefeito do Dicastério para o Diálogo Inter-Religioso FRA

 Filipinas
1. Jose Fuerte Advincula (30 de março de 1952) Arcebispo de Manila FRA
2. Luís Antônio Gokim Tagle (21 de junho de 1957) Prefeito da Congregação para a Evangelização dos Povos BXVI
3. Pablo Virgilio Siongco David (2 de março de 1959) Bispo de Kalookan FRA

 Indonésia
1. Ignatius Suharyo Hardjoatmodjo (9 de julho de 1950), Arcebispo de Jacarta FRA

 Japão
1. Thomas Aquino Manyo Maeda (3 de março de 1949) Arcebispo de Osaka-Takamatsu FRA
2. Tarcisius Isao Kikuchi, S.V.D. (1 de novembro de 1958) Arcebispo de Tóquio FRA

 Mongólia
1. Giorgio Marengo, I.M.C (7 de junho de 1974) Prefeito Apostólico de Ulaanbaatar FRA

 Timor-Leste
1. Virgílio do Carmo da Silva, S.D.B (27 de novembro de 1967) Arcebispo de Díli FRA

 Irão
1. Dominique Joseph Mathieu, O.F.M.Conv. (13 de junho de 1966) Arcebispo de Teerã-Isfahan FRA

 Israel
1. Pierbattista Pizzaballa, O.F.M. (21 de abril de 1965), Patriarca Latino de Jerusalém FRA

 Hong Kong
1. Stephen Chow Sau-yan, S.J. (7 de agosto de 1959), Bispo de Hong Kong FRA

 Singapura
1. William Goh Seng Chye (25 de junho de 1957) Arcebispo de Singapura FRA

 Coreia do Sul
1. Lazarus You Heung-sik (17 de novembro de 1951) Prefeito da Congregação para o Clero FRA

 Malásia
1. Sebastian Francis  (11 de novembro de 1951), Bispo de Penang FRA

 Tailândia
1. Francis Xavier Kovitvanit (27 de junho de 1949) Arcebispo emérito de Bangkok FRA

 Myanmar
1. Charles Maung Bo, S.D.B. (29 de outubro de 1948) Arcebispo de Yangon FRA

 Iraque
1. Louis Raphaël I Sako (4 de julho de 1948) Patriarca Caldeu da Babilônia FRA

 Sri Lanka
1. Albert Malcolm Ranjith Patabendige Don (15 de novembro de 1947) Arcebispo de Colombo BXVI

### África
Costa do Marfim
1. Jean-Pierre Kutwa (22 de dezembro de 1945) Arcebispo emérito de Abidjan FRA
2. Ignace Bessi Dogbo (17 de agosto de 1961) Arcebispo de Abidjan FRA

 Nigéria
1. Peter Ebere Okpaleke (1 de março de 1963) Bispo de Ekwulobia FRA

 Argélia
1. Jean-Paul Vesco, O.P. (10 de março de 1962) Arcebispo de  Argel FRA

 Tanzânia
1. Protase Rugambwa  (31 de maio de 1960), Arcebispo de Tabora FRA

 Burquina Fasso
1. Philippe Nakellentuba Ouédraogo (31 de dezembro de 1945) Arcebispo emérito de Ouagadougou FRA

 Quênia
1. John Njue (1 de janeiro de 1946), Arcebispo emérito de Nairobi BXVI

 Etiópia
1. Berhaneyesus Souraphiel, C.M. (14 de julho de 1948) Arcebispo de Adis Abeba FRA

 Gana
1. Peter Kodwo Appiah Turkson (11 de outubro de 1948), Prefeito-emérito do Dicastério do Serviço do Desenvolvimento Humano Integral JPII

 Cabo Verde
1. Arlindo Gomes Furtado (15 de novembro de 1949) Bispo de Santiago de Cabo Verde FRA

 Marrocos
1. Cristóbal López Romero (19 de maio de 1952), Arcebispo de Rabat FRA

 Madagáscar
1. Désiré Tsarahazana (13 de junho de 1954) Arcebispo de Toamasina FRA

 África do Sul
1. Stephen Brislin (24 de setembro de 1956), Arcebispo de Joanesburgo FRA

 Ruanda
1. Antoine Kambanda (10 de novembro de 1958), Arcebispo de Kigali FRA

 República Democrática do Congo
1. Fridolin Ambongo Besungu, O.F.M.Cap. (24 de janeiro de 1960), Arcebispo de Kinshasa FRA

 Sudão
1. Stephen Ameyu Martin Mulla  (10 de janeiro de 1964), Arcebispo de Juba FRA

 República Centro-Africana
1. Dieudonné Nzapalainga (14 de março de 1967) Arcebispo de Bangui FRA

### Oceania
Nova Zelândia
1. John Atcherley Dew (5 de maio de 1948) Arcebispo emérito de Wellington FRA

 Papua-Nova Guiné
1. John Ribat (9 de fevereiro de 1957), Arcebispo de Port Moresby FRA

 Tonga
1. Soane Paini Mafi (19 de dezembro de 1961) Bispo de Tonga FRA